# José Losada 'Carrete'
José Losada Santiago (Ventas de Zafarraya, c. 1941) es un bailaor de flamenco. También conocido por el sobrenombre del Fred Astaire gitano por su peculiar forma de taconear y por una anécdota infantil que lo relaciona con este artista.

## Biografía

### Infancia
Nace en un año indeterminado de principios de los años 40 en Ventas de Zafarraya, Alhama de Granada (solo se ha encontrado su partida bautismal, el resto de papeles de su registro están perdidos), en el seno de una familia de gitanos andarríos aunque muy joven se desplaza a la capital en Málaga. De aquellos tiempos Carrete cuenta que ya su madre lo ponía a bailar sobre las espigas de trigo que conseguían por los campos para que él hiciera de era en la carretera. Bailaor singular, de estilo muy peculiar, es el decano de los bailaores en activo en España.

### Carrera
Empezó muy joven en esta profesión de la mano de ese cazatalentos que fue Antonio Rosa Ortiz, Niño de Almería, con tan solo 10 años en el tablao El Refugio, tablao de la calle Marquesa Moya de la capital. Quizá el primero de este tipo en Málaga.
Para posteriormente en los años 50 trabajar en el Hotel El Remo de Torremolinos y en el restaurante-bodega El Pimpi de Málaga junto a los Vargas (La Cañeta, Pepito Vargas o La Repompa de Málaga). Estuvo también en los comienzos (año 1963) de la Gran Taberna Gitana de su amigo Antonio Rojas. Posteriormente (año 1966) en el tablao de Torremolinos El Jaleo de su buena amiga María Guardia Gómez Mariquilla donde coincidido con todos los grandes bailaores del momento El Güito, Manolete, Mario Maya, Camarón de la Isla o Paco de Lucía. Y fue muy amigo de Chiquito de la Calzada junto al cual protagonizó anécdotas en sus giras internacionales y evoluciones por la Costa del Sol. 
Estuvo tres años (1969-1973) en la Sala de Fiestas Las Cuevas de La Alhambra de Torremolinos, haciendo pareja con Carmen Caracuel. También estuvo dos temporadas en Madrid, trabajando en tablaos principales como Villa Rosa, donde alineó seguidores como Antonio Gades aunque también lo fue y admirador de Antonio Ruiz Soler (Antonio el Bailarín), y Farruco.
Ha trabajado por diversas partes del mundo (Marruecos, Finlandia, Alemania, Francia y un largo etcétera) con gran éxito siempre y protagonizando anécdotas que han sido recogidas en el libro Carrete al compás de la vida. Aventuras y desventuras de un bailaor diferente, del periodista Francis Mármol y Paco Roji.
Tuvo durante tres años su propio tablao, el Rincón Flamenco de Pepe Carrete. Por el año 1983-84 trabajó como bailaor en el tablao Pepe López (anteriormente El Jaleo, antes nombrado). Hasta hace pocos años era titular en el tablao Los Tarantos de Playamar (Torremolinos), junto a Trini Santiago.
En la clausura de la primera Bienal Málaga en Flamenco, actuó ante 1500 personas en el Auditorio Príncipe de Asturias de Torremolinos como sustituto de Matilde Coral en el espectáculo Dos generaciones junto a artistas como Chano Lobato o La Cañeta, y Rocío Molina Cruz.
En 2007, en la segunda Bienal Málaga en Flamenco, el Instituto Andaluz del Flamenco produjo un espectáculo en el que se contaba su vida, un espectáculo que llevaba por título Yo no sé la edá que tengo, con José Luis Ortiz Nuevo de actor y guionista y los cantaores Juan José Amador y José Antonio Valencia Vargas entre otros en su elenco. Carrete era la estrella al baile. El espectáculo narraba su vida. Luego también rodó con este mismo texto teatral en un formato más pequeño bajo el título de Carrete, íntimo.
Actuó en Los Jueves Flamencos de Cajasol de Sevilla con un gran éxito de crítica. También se recuerda su encuentro con Estrella Morente en el ciclo Singulares de Málaga en Flamenco. Luego sería reclamado por el Teatro Lope de Vega de Sevilla para representar de nuevo Yo no sé la edá que tengo. 
Tras este éxito ha repetido en varias bienales de la capital andaluza. También fue protagonista de un espectáculo propio en el Festival de Flamenco de Jerez y ha ido igualmente llevando el nombre de Torremolinos y Málaga a otras citas de categoría como Mont de Marsan, el Festival de Morón y los más cercanos de La Torre del Cante (Alhaurín de la Torre) o El Palo (Málaga) en los últimos años.
En 2015 estrenó en el Teatro Echegaray un espectáculo ideado y coreografiado por él mismo y Paco Roji donde celebraba sus 60 años en activo.
En la actualidad sigue dando clases de baile flamenco en Torremolinos, donde vive desde hace más de cuarenta años.

## Premios y reconocimientos
- En 2023, fue galardonado con el premio Leyenda del Flamenco creado por dos instituciones de San Fernando, la productora Flamenco de La Isla y La Venta de Vargas.[1][3]
- En marzo de 2023, fue homenajeado en Torremolinos con una estatua de tamaño real, obra del artista madrileño Francisco Javier Galán Domingo, situada en la Plaza Costa del Sol de dicha ciudad.[6]